# Rosemary McGrotha
Rosemary McGrotha (nacida el 8 de agosto de 1958 en Tallahassee, Florida, Estados Unidos) es una modelo estadounidense. Modelo recurrente del trabajo de Donna Karan, McGrowtha aparece en casi todos los anuncios de Karan. Estuvo en un anuncio popular donde interpretó a una mujer que era la presidenta de los Estados Unidos.